# 折原まみ
折原 まみ（おりはら まみ、1986年1月20日 - ）は、日本の元AV女優。
東京都出身。血液型:B型。身長:162cm。スリーサイズ:B85(E)・W59・H86。 

趣味・特技:お菓子作り、ピアノ

## 略歴
2004年11月、『IMPISH』（マックス・エー）でAVデビュー。
2005年3月にビデオメーカー・ワープエンタテインメント（Waap）の専属女優となる。
2005年9月より専属を離れ、他メーカーの作品に出演。
2006年頃に引退したとみられる。
2009年キカタン女優として復帰。

## 出演作品

### アダルトビデオ
2004年
- IMPISH （11月22日、マックス・エー） ※デビュー作
- Pixy （12月21日、マックス・エー）

2005年
- リアルエクスタシーを体験させて!! （1月21日、マックス・エー）
- セクシャライズ （2月21日、マックス・エー）
- 街でウワサの風俗ビル 7号店 （3月5日、ワープエンタテインメント）
- 僕だけの巨乳ペット6 女子校生編 （4月5日、ワープエンタテインメント）
- 愛しのM男ゴロシ （4月29日、ワープエンタテインメント）
- 接吻しまくり淫口よだれ女 VOL.5 （6月5日、ワープエンタテインメント）
- ドリームシャワー No.65 （7月5日、ワープエンタテインメント）
- [新]アナタのオナニーたすけてアゲル （8月5日、ワープエンタテインメント）
- デジタルモザイク Vol.085 （9月1日、MOODYZ）
- DIGITAL CHANNEL （10月1日、アイデアポケット）
- ANGEL BEAUTY （11月1日、アイデアポケット）
- 巨乳ナース （12月9日、GLAY'z）
- 無限中出し （12月13日、MOODYZ）

2006年
- 生中出し （1月6日、GLAY'z）
- B★Jean （3月7日、桃太郎映像出版）
- B★Jean Outtakes （3月26日、桃太郎映像出版）オムニバス作品
- 学級委員長・折原 （4月7日、桃太郎映像出版）
- 折原まみに中出し （5月19日、桃太郎映像出版）

2007年
- 超[チョ〜]お宝 vol.04 （3月15日、ワープエンタテインメント）オムニバス作品

2009年
- 働くオンナ Vol.33（1月23日、プレステージ）

2010年
- 夜勤のうぶな看護師は入院患者 2 （1月7日、ナチュラルハイ）
- こだわりの手コキ4時間SP15 40人のハンドメイド (3月25日、隼エージェンシー)オムニバス作品
- 給料日の仕事帰りベロ酔い美淑女の尻に勃起チ○ポを擦りつけたらヤられるか？ （4月15日、Dandy）
- フェラコレ2010春SP 35人のフェラジェンヌ (4月25日、隼エージェンシー)オムニバス作品
- 34人のおっぱいを揉んで吸いまくる 4（7月13日、ミスター・インパクト）オムニバス作品
- フェラコレ 特別編 3 4時間まるごとWフェラ（8月25日、隼エージェンシー）オムニバス作品
- 脱がせてみせます！業界で評判の誰もが1秒で恋に落ちる知的でグラマラスな美人マネージャー 3（12月9日、ディープス、日向菜々子として）